# 罗藏
罗藏（法語：Rauzan，法語發音：[ʁozɑ̃]）是法国吉伦特省的一个市镇，属于利布尔讷区。

## 地理
罗藏（44°46'43"N, 0°7'30"W）面积6.5 平方千米，位于法国新阿基坦大区吉倫特省，该省份为法国西南部沿海省份，是法國本土面积最大的省，北起滨海夏朗德省，西临大西洋，南至朗德省，东南接洛特-加龍省，东临多爾多涅省。
与罗藏接壤的市镇（或旧市镇、城区）包括：圣让德布莱尼亚克、布拉西蒙、瑞加藏、诺让和波斯蒂亚克、圣欧班德布拉讷、圣樊尚-德佩蒂尼亚斯、梅里尼亚。

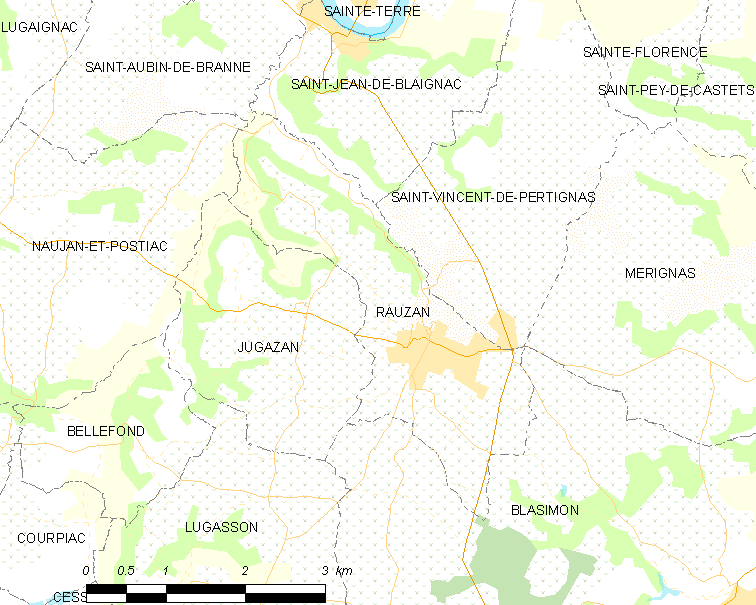
罗藏的OSM定位图

罗藏的时区为UTC+01:00、UTC+02:00（夏令时）。

## 行政
罗藏的邮政编码为33420，INSEE市镇编码为33350。

## 政治
罗藏所属的省级选区为多尔多涅山丘县。

## 人口

1962-2008年间罗藏人口变化图示

罗藏于2022年1月1日时的人口数量为1253人。